# Портновка
Портновка (укр. Портнівка) — село,
Заворсклянский сельский совет,
Полтавский район,
Полтавская область,
Украина.
Код КОАТУУ — 5324081006. Население по переписи 2001 года составляло 83 человека.

## Географическое положение
Село Портновка находится на расстоянии в 1 км от сёл Никольское и Кашубовка.
Рядом проходят автомобильная дорога Т-1712 и
железная дорога, станция Кашубовка в 1-м км.